# The Best of Argent - An Anthology
The Best of Argent - An Anthology è una raccolta su LP degli Argent, pubblicato dalla Epic Records nel 1976.

## Tracce
Lato A
1. Schoolgirl – 3:21 (Russ Ballard) – Tratto dall'album Argent del 1970
2. It's Only Money (Part 1) – 4:04 (Russ Ballard) – Tratto dall'album In Deep del 1973
3. Pleasure – 4:51 (Rod Argent, Chris White) – Tratto dall'album Ring of Hands del 1971
4. Hold Your Head Up – 6:15 (Rod Argent, Chris White) – Tratto dall'album All Together Now del 1972

Lato B
1. Thunder and Lightning – 5:05 (Russ Ballard) – Tratto dall'album Nexus del 1974
2. Liar – 3:14 (Russ Ballard) – Tratto dall'album Argent del 1970
3. God Gave Rock and Roll to You – 6:45 (Russ Ballard) – Tratto dall'album In Deep del 1973
4. Keep on Rollin' – 4:25 (Rod Argent, Chris White) – Tratto dall'album All Together Now del 1972

## Musicisti
- Rod Argent - organo, pianoforte, pianoforte elettrico, pianette, tastiere, voce
- Russ Ballard - chitarra, voce
- Jim Rodford - basso, chitarra, voce
- Robert Henrit - batteria, percussioni